# Darpa hanria
Darpa hanria är en fjärilsart som beskrevs av Moore 1865. Darpa hanria ingår i släktet Darpa och familjen tjockhuvuden. Inga underarter finns listade i Catalogue of Life.